# 退溪院站
退溪院站（：／ Toegyewon yeok */?）是京春線沿線的一座高架車站，位於韓國京畿道南楊州市退溪院面退溪院里。本站有ITX-青春列車停靠。

## 構造
站體為2面4線雙島式月台的地面車站，候車月台設有月台幕門。

### 月台配置
| ↑ 別內          |
| ４３ \| ２１ \| |
| 思陵 ↓          |

| 月台 | 路線                        | 目的地                 |
| ---- | --------------------------- | ---------------------- |
| 1、2 | ●首都圈電鐵京春線、ITX-青春 | 加平、南春川、春川方向 |
| 3、4 | ●首都圈電鐵京春線、ITX-青春 | 上鳳、清涼里、龍山方向 |

## 歷史
- 1939年7月25日：落成啟用。
- 1970年12月17日：舊車站建築毀於火災意外。
- 1971年6月1日：站舍重建竣工。
- 1988年1月1日：停止處理小件貨物。
- 2009年10月31日：停止貨物運輸。
- 2010年12月21日：京春線鐵路複線電氣化，首都圈電鐵京春線開始運行。
- 2012年2月28日：ITX-青春列車開始停靠。
- 2017年1月31日：急行列車開始於週末以外停靠。

## 圖片

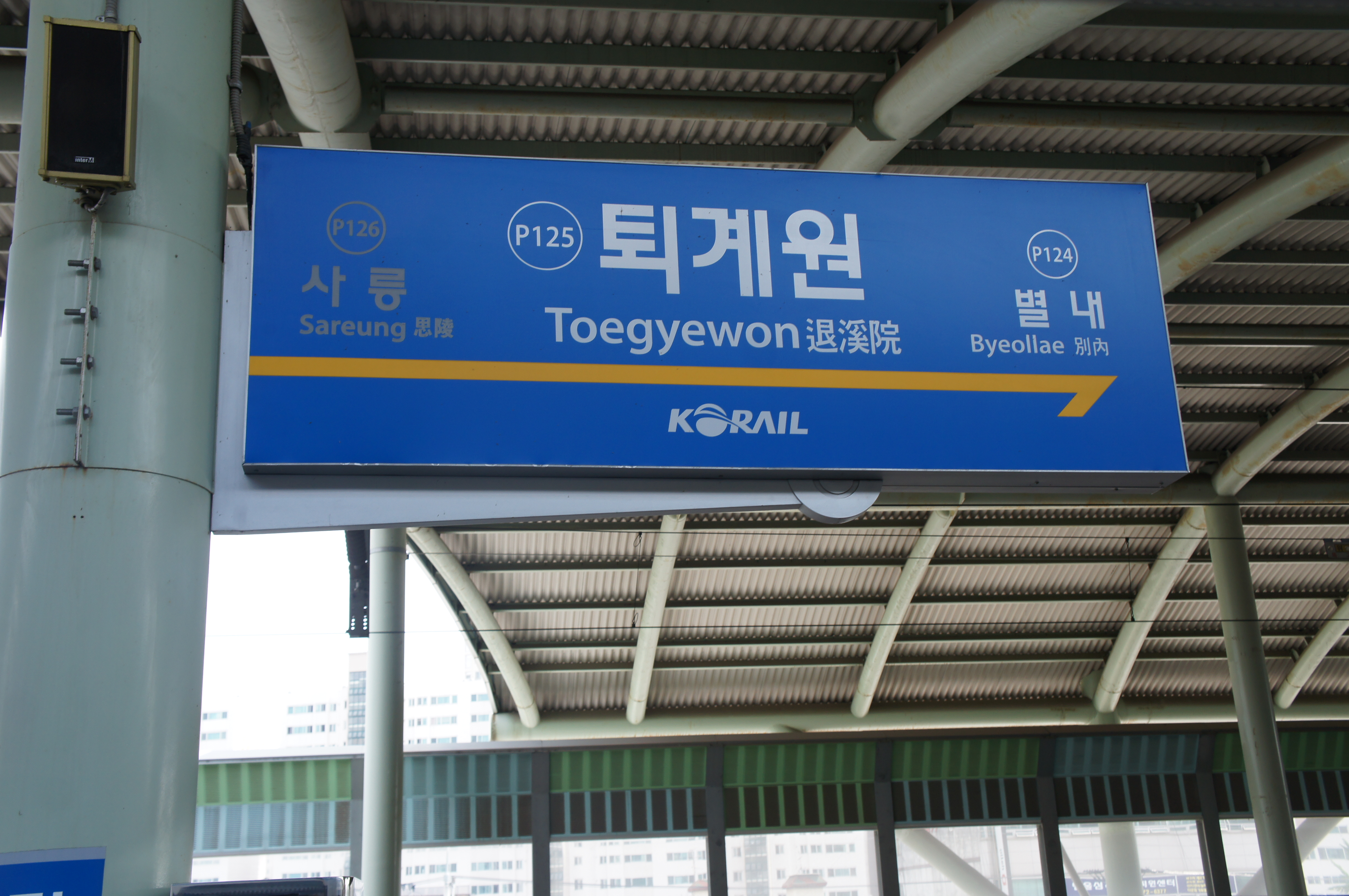
站名牌
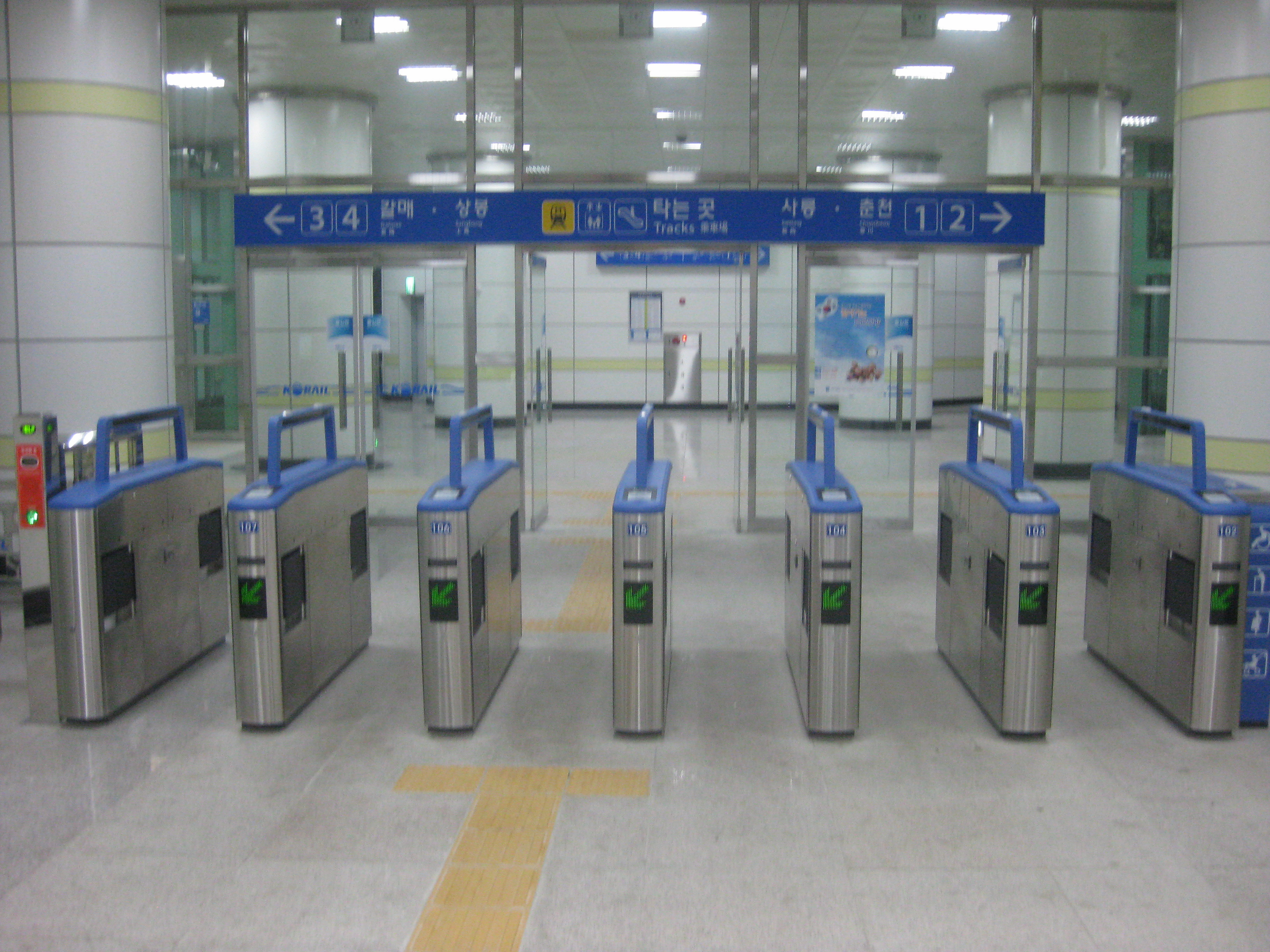
剪票閘口
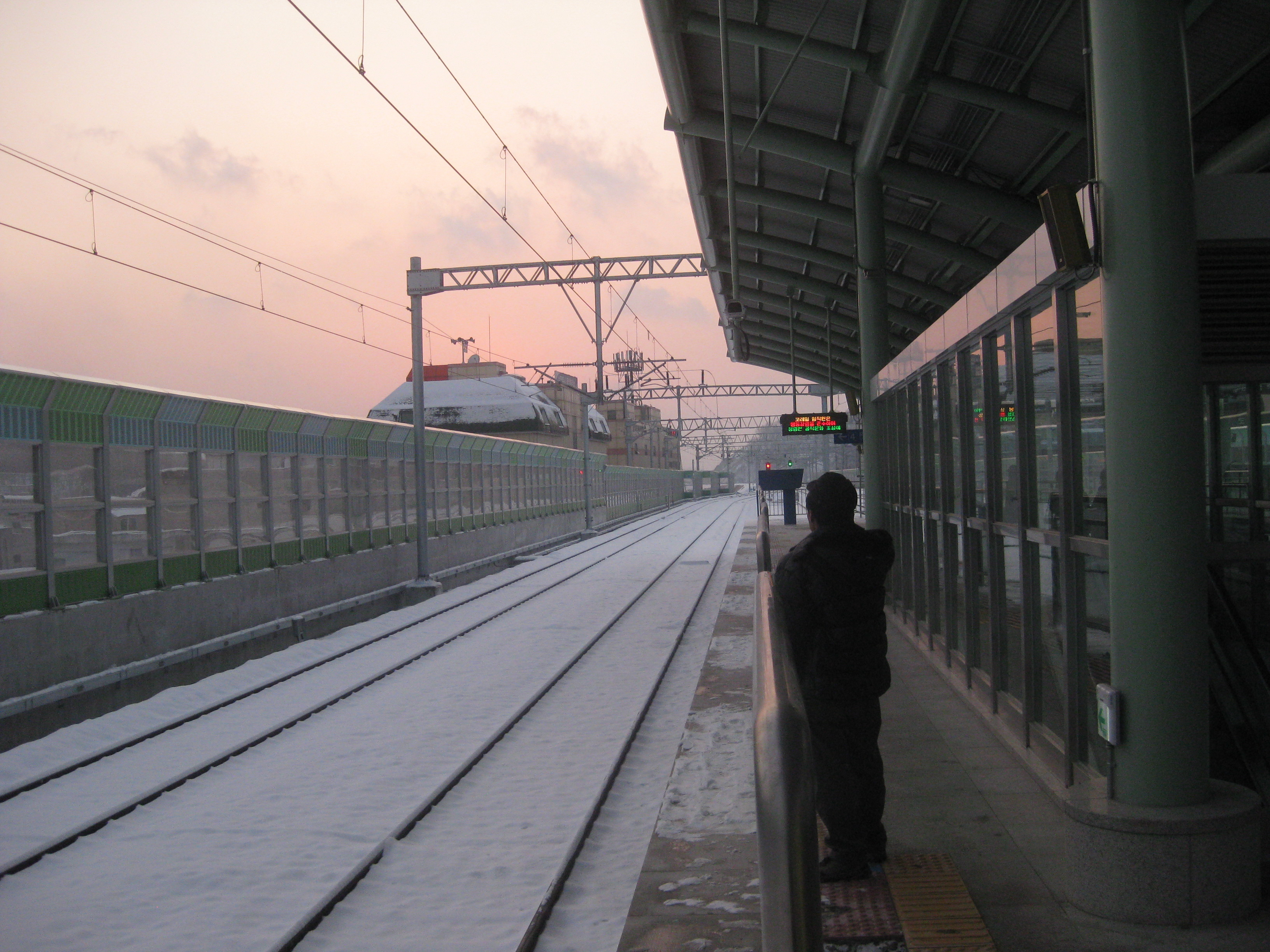
候車月台
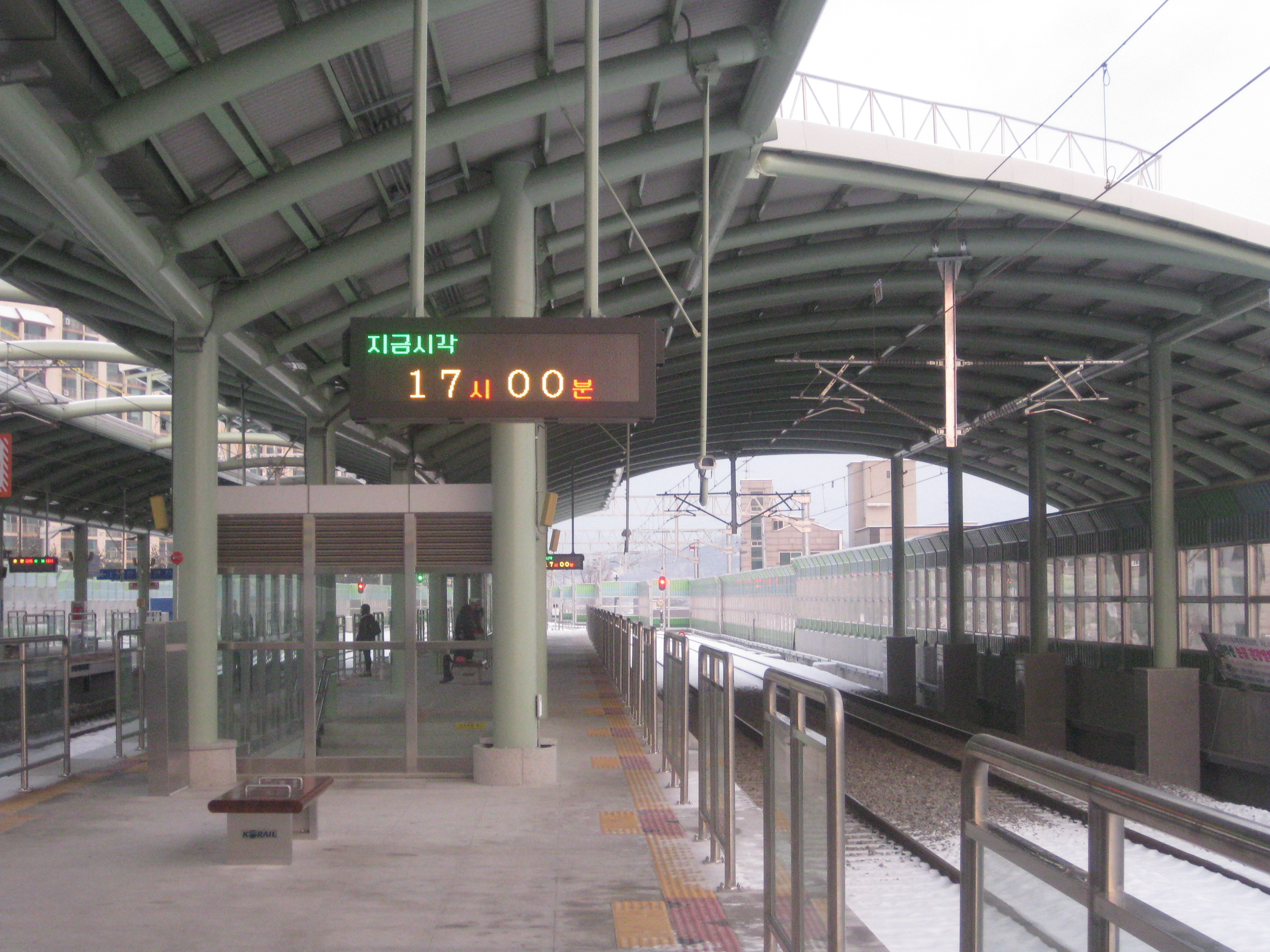
候車月台
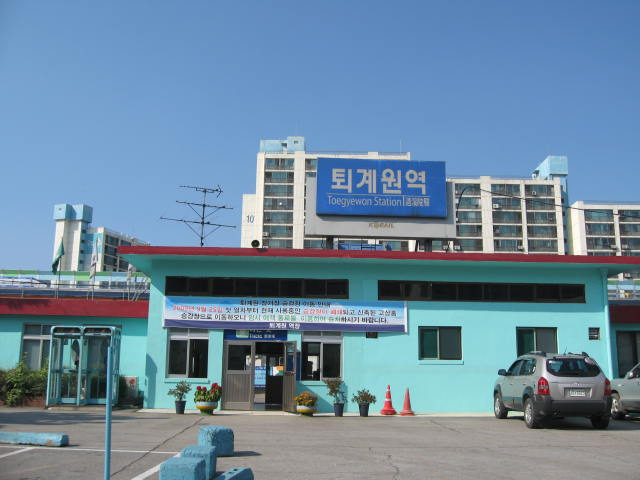
舊車站建築

## 相鄰車站
韓國鐵道公社
●首都圈電鐵京春線
急行、緩行
別內（P124）－退溪院（P125）－思陵（P126）